# Microsoft Project Server
Microsoft Project Server – oprogramowanie firmy Microsoft pozwalające na zarządzanie projektami w organizacji.
Microsoft Project Server wspierany jest przez technologię SharePoint, przez co jest obsługiwany głównie przez przeglądarkę internetową.

## Project Server 2007
Project Server 2007 wspiera:
- zarządzanie zadaniami
- kontrolę czasu pracy
- zarządzanie budżetem
- kontrolę zasobów
- planowanie projektów
- analizę zależności między projektami

PS 2007 jest zintegrowany z pakietem Microsoft Office, w szczególności z Microsoft Office Project Professional 2007. Całość rozwiązania jest wspierana przez technologię SharePoint.
Zdecydowaną zaletą PS 2007 jest możliwość wykonania większości zadań za pomocą przeglądarki internetowej. Jedynie zaawansowane operacje jak edycja projektu odbywają się z użyciem aplikacji MS Project Pro 2007.
Program umożliwia między innymi:
- eksport danych do aplikacji Excel
- wytwarzanie dokumentacji projektowej w dowolnym formacie w repozytoriach dla każdego stworzonego projektu
- synchronizację zadań z aplikacją Outlook